# Mistrovství světa ve fotbale hráčů do 20 let 2017
Mistrovství světa ve fotbale hráčů do 20 let 2017 se konalo od 20. května do 11. června 2017 v Jižní Koreji. Turnaj pořádaný pod patronací FIFA byl v pořadí 13. v historii. Obhájce titulu ze Srbska se na závěrečný turnaj nekvalifikoval.
Ambasadory šampionátu se stali bývalí hráči Jižní Koreje Ahn Jung-hwan a Pak Či-song.
Vítězem se stala reprezentace Anglie, pro kterou to byl premiérový titul v této kategorii.

## Účastníci
| Konfederace                                   | Kvalifikační turnaj                                       | Kvalifikované týmy                          |
| --------------------------------------------- | --------------------------------------------------------- | ------------------------------------------- |
| AFC (Asie)                                    | Mistrovství Asie ve fotbale hráčů do 19 let 2016          | Írán Japonsko Saúdská Arábie Vietnam        |
| CAF (Afrika)                                  | Mistrovství Afriky ve fotbale hráčů do 20 let 2017        | Guinea Senegal Jihoafrická republika Zambie |
| CONCACAF (Severní, Střední Amerika a Karibik) | Mistrovství ve fotbale zemí CONCACAF do 20 let 2017       | Kostarika Honduras Mexiko USA               |
| CONMEBOL (Jižní Amerika)                      | Mistrovství Jižní Ameriky ve fotbale hráčů do 20 let 2017 | Argentina Ekvádor Uruguay Venezuela         |
| OFC (Oceánie)                                 | Mistrovství Oceánie ve fotbale hráčů do 20 let 2016       | Nový Zéland Vanuatu                         |
| UEFA (Evropa)                                 | Mistrovství Evropy ve fotbale hráčů do 19 let 2016        | Anglie Francie Německo Itálie Portugalsko   |
| Pořadatel                                     | Pořadatel                                                 | Jižní Korea                                 |

## Vítěz
| Mistrovství světa ve fotbale hráčů do 20 let 2017 Anglie (1. titul) Freddie Woodman • Jonjoe Kenny • Callum Connolly • Lewis Cook • Fikayo Tomori • Jake Clarke-Salter • Josh Onomah • Ainsley Maitland-Niles • Adam Armstrong • Dominic Solanke • Ademola Lookman • Ezri Konsa • Dean Henderson • Kyle Walker-Peters • Dael Fry • Dominic Calvert-Lewin • Harrison Chapman • Kieran Dowell • Sheyi Ojo • Ovie Ejaria • Luke Southwood |